# Garbejaïre
Garbejaïre est un quartier de la commune française de Valbonne, situé dans la technopole de Sophia Antipolis, dans le département des Alpes-Maritimes et la région Provence-Alpes-Côte d'Azur.

## Géographie
Garbejaïre est située au cœur de la technopole de Sophia Antipolis, située entre Nice et Cannes, à l'est de Marseille (chef-lieu de région), au sud-ouest de Nice (chef-lieu de département), et au sud-est de Grasse (chef-lieu d'arrondissement). Le code postal de Garbejaïre est 06560.

## Toponymie
Le nom Garbejaïre trouve son origine dans la langue occitane, dérivé du terme garba (gerbe, en français) désignant une botte de céréales , auquel est ajouté le suffixe -aire, typique des noms de métiers ou d’activités en occitan. Garbejaire pourrait ainsi se traduire par ramasseur de gerbes ou gerboyeur.

## Population
En 2015, le quartier comptait 4 808 habitants, répartis en 1 900 ménages, soit environ 30 % de la population de Valbonne. La population y est relativement jeune, avec plus de 60 % des habitants âgés entre 0 et 30 ans. Les logements sociaux représentent plus de 40 % du parc immobilier du quartier et les familles monoparentales y sont surreprésentées (27,21 %) par rapport aux moyennes communale (18,58 %) et départementale (16,5 %). Le revenu médian s'élève à 14 835 €, ce qui a permis au quartier de ne plus être un quartier prioritaire mais une zone de veille active.

## Éducation
Le Centre international de Valbonne (dont un des plus célèbres professeurs était Guillaume Musso) se situe dans le quartier Haut-Sartoux de la même commune. Des écoles d'ingénieurs (l'École des Mines de Paris et l'école Polytech'Nice-Sophia entre autres) ainsi que des écoles supérieures de commerce comme SKEMA Business school sont situées aux alentours.

## Transports
Le quartier est desservi par deux arrêts de bus, Garbejaïre et Pompidou, et deux réseaux de transport.
Les bus A et 22 d'Envibus relient le quartier à Antibes. Les bus Zou! desservent Nice, Saint-Laurent-du-Var, Grasse, Cannes et Vence avec les lignes 630, 631, 632, 636, 637, 653 et 664.